# Emilio Romero
Emilio Romero L. é um psicólogo e professor universitário chileno, radicado no Brasil, autor de diversas obras em psicopatologia.

## Biografia
No Chile formou-se em 1970, pela Universidade Nacional do Chile, emigrando para o Brasil em 1975.
Co-fundador da Sociedade Brasileira de Psicologia Humanista-Existencial (Sobraphe), em 1985, em São Paulo, da qual foi seu primeiro diretor até 1995.

## Obras
Obras publicadas de Emilio Romero:
- O Inquilino do imaginário – Formas malogradas de existência (1994-5a. ed.2010).
- Essas inquietantes ervas do jardim – Quando a diferença é suspeita  (1996; 3a. ed. Aumentada 2009).
- As dimensões da existência humana – Existência e  experiência (1998, 4a. 2004).
- As formas de sensibilidade: emoções e sentimentos na vida humana (2001, 4a.2005).
- Neogênese: o desenvolvimento humano mediante a psicoterapia (2002, 3a.2005).
- O encontro de si na trama do mundo – Personalidade, subjetividade, singularidade (2003).
- Estações no caminho da vida - O desenvolvimento dos afetos nas diferentes etapas da vida, 2005.
- A Espiral da vida: Uma técnica de vivência grupal e de desenvolvimento pessoal (1982, 2a. ed. Reformulada 2007).
- Entre a alegria e o desespero humano: Os estados de ânimo, 2008.
- Vulnerabilidade humana e conflitos sociais (organizado por Romero e W. Ribeiro), 2009.
- Recordando com ira e sem perdão - A construção e desconstrução da biografia, 2010.
- A arte da convivência amorosa - Psicologia e tratamento dos conflitos conjugais e familiares, 2004 (sob heterônimo).
- Bússola para navegantes do século XXI – Vida e Convivência  em nosso tempo (sob heterônimo).
- Aparência e disfarces da realidade – O que se revela e oculta nas relações sociais. (sob heterônimo).